# Стренк, Майкл
Майкл Стренк (англ. Michael Strank, словац. Michal Strenk, русин. Михал Стренк; 10 ноября 1919 — 1 марта 1945) — американский военнослужащий, сержант морской пехоты США, участник боевых действий на Тихоокеанском театре военных действий Второй мировой войны. Старший по званию из шести военнослужащих, запечатлённых на фотографии «Водружение флага над Иводзимой» Джо Розенталя.

## Семья и происхождение
Майкл Стренк родился в селе Орябина (Ярабина), в Чехословакии, сейчас район Стара Любовня, Прешовский край на северо-востоке Словакии. Его родители, Василь Стренк (словац. Vasiľ Strenk) и Марта, в девичестве Грофикова (словац. Martha Grofikova), были типичным примером семьи словацких иммигрантов. Значительный рост иммиграции в США с территории нынешней Словакии начался в конце XIX века, и неуклонно продолжался в течение следующих десятилетий. Словацкая иммиграция сократилась во время Первой мировой войны, а после её окончания снова был отмечен значительный рост переселенцев. Основным центром расселения словацких иммигрантов был угледобывающий регион в штате Пенсильвания, нуждающийся в недорогой рабочей силе.
Вопрос об этническом происхождении Майкла Стренка остается дискуссионным. Его отец, Василий, в прошении об американском гражданстве указал национальность своей семьи «Ruthenian». Те современные русины, которые считают себя отдельным восточнославянским этносом, истолковывают это как свидетельство принадлежности Стренков к карпаторусинам (Carpatho-Rusyn). Украинские же исследователи настаивают на том, что самоназвание «Ruthenian» является старинным названием украинцев и подчёркивают, что его использовали как жители Закарпатья и Пряшевщины, так и Галиции и Буковины. Профессор Микулаш Мушинка приводит в пользу последней точки зрения следующие обстоятельства. Во-первых, жители Орябины были активными соучредителями «Руськой» национальной рады в городе Стара-Любовня, которая 8 ноября 1918 года проголосовала за присоединение Пряшевского края к Западноукраинской народной республике. Во-вторых, троюродный брат Майкла Стренка, Николай, живший в Чехословакии, был многолетним членом прокоммунистического Культурного союза украинских трудящихся и декларировал свою украинскую национальность.
Отец Майкла перебрался в США в 1921 году, там он устроился работать в угольной шахте в округе Камбрия, штат Пенсильвания. Семья воссоединилась спустя год, когда отец Майкла скопил необходимую сумму денег на поездку жены и сына в Северную Америку из Европы. Двухлетний Майкл прибыл вместе с матерью в порт Нью-Йорка 4 августа 1922 года на лайнере «Беренгария», вышедшем из порта английского Саутгемптона. В Штатах Василь Стренк был известен под именем Чарльз (Charles). Имя младшего Стренка, данное при рождении, Михал (Michal), было изменено на англоязычный вариант Майкл (Michael), также употребляется уменьшительная форма Майк (Mike). В 1937 году М. Стренк окончил школу во Франклин Боро, штат Пенсильвания, после чего он вступил в Гражданский корпус охраны окружающей среды, где работал полтора года до поступления на военную службу. У Майкла было два брата, которые родились уже в Пенсильвании, Питер и Джон, а также сестра Мэри, самая младшая в семье. Питер, как и Майкл, — участник Второй мировой, в годы войны он служил на авианосце «Франклин» в Тихом океане. Питер, в отличие от старшего брата, вернулся домой с войны живым.

## Военная служба
Майкл Стренк вступил в Корпус морской пехоты 6 октября 1939 года в Питтсбурге. После прохождения курса молодого бойца на базе морской пехоты Пэррис-Айленд в декабре Стренк в чине рядового был приписан к почтовой службе морской пехоты. До момента вступления США во Вторую мировую Стренк служил в различных подразделениях морской пехоты, в том числе на базе Гуантанамо и на авиабазе Нью-Ривер в Северной Каролине. Ему были присвоены звание капрала 23 апреля 1941 года и звание сержанта 26 января 1942 года. В начале апреля 1942 года Стренк в составе 3-го батальона 7-го полка 1-й дивизии морской пехоты был направлен на Тихоокеанский фронт. В составе Морских Рейдеров, только что сформированного элитного подразделения для выполнения наступательных и диверсионных операций, Стренк участвовал в боевых действиях на Соломоновых островах и в боевых действиях на острове Бугенвиль. В январе 1944 года Стренк получил кратковременный отпуск, во время которого он смог повидаться с семьёй. По возвращении из отпуска Стренк был переведён в состав 2-го батальона 28-го полка 5-й дивизии морской пехоты. 28-й полк был создан в феврале 1944 года из подразделений морской пехоты, принимавших участие в боевых действиях на Тихоокеанском фронте и расформированных в связи с большими потерями. В составе своего нового подразделения Стренк проходил подготовку на военной базе Кэмп-Пендлтон и на Гавайях. В битве за Иводзиму 5-я дивизия морской пехоты была главной ударной силой союзников. 19 февраля 1945 подразделение Стренка было десантировано с моря на южную часть острова Иводзима, 1 марта Майкл Стрэнк погиб в бою.

## Поднятие флага на Иводзиме

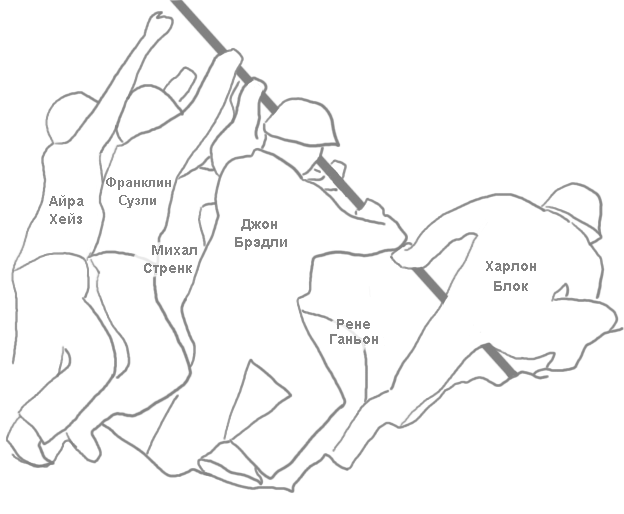
Стренк — третий слева

После нескольких дней ожесточённых боев американским частям удалось взять под контроль гору Сурибати — наивысшую точку острова Иводзима. В первой половине дня 23 февраля 1945 года, практически сразу после взятия высоты, шесть военнослужащих установили на ней флагшток с американским флагом. Поднятие первого флага было запечатлено военным фотографом Луисом Лоуэри. Момент поднятия флага совпал с высадкой на остров министра ВМС Джеймса Форрестола, который выразил желание взять флаг в качестве сувенира. Командующий 2-м батальоном подполковник Чандлер Джонсон, узнав об инициативе Форрестола, отдал приказ заменить флаг другим и обязательно большего размера, чем тот, на который положил глаз Форрестол. Морпехи из подразделения Стренка в это время занималось прокладкой кабеля связи вблизи горы Сурибати, им было поручено водрузить новый флаг. Шесть человек — сержант Майкл Стренк, капрал Айра Хейз, капрал Рене Ганьон, капрал Харлон Блок, рядовой Франклин Соузли и армейский санитар Джон Брэдли — водрузили флаг. Поднятие второго флага было увековечено в фотографии Джо Розенталя.

## Смерть
Майкл Стренк погиб 1 марта 1945 года, он был первым из трёх погибших военнослужащих запечатлённых на фотографии. Точные обстоятельства его гибели неизвестны, достоверно известно, что Стренк погиб от взрыва снаряда при артобстреле. Открытым остаётся вопрос о возможной гибели Стренка в результате дружественного огня с американского военного судна в тот момент, когда Стренк приблизился к позициям японцев для рекогносцировки местности. По другой версии, сержант Майкл Стренк погиб в результате вражеского огня миномётных расчётов японской армии. После гибели Стренка командование взводом принял капрал Харлон Блок, который погиб спустя несколько часов в тот же день. Майкл Стренк был погребён на кладбище 5-й дивизии морской пехоты на Иводзиме, 13 января 1949 года его останки были перезахоронены на Арлингтонском кладбище.

## Гражданство США
Формально на момент гибели Майкл Стренк не был гражданином Соединённых Штатов. По законодательству США Майкл Стренк должен был получить гражданство автоматически, после того как его отец был натурализован в 1935 году. Мать Майкла была натурализована в 1941 году. Но сам Майкл так и не получил свидетельства о гражданстве. На этот факт обратил внимание в 2008 году сержант морской пехоты Мэтт Блэйс (Matt Blais), который служил в охране посольства США в Словакии. До этого момента в армейских документах местом рождения Стренка указывался город Конемо (Conemaugh) в Пенсильвании, в самой Пенсильвании есть несколько населённых пунктов с таким названием. Блэйс обратился с петицией в Службу гражданства и иммиграции США. 28 июля 2008 года сертификат о гражданстве Майкла был вручен его сестре Мэри на торжественной церемонии у Мемориала морской пехоты.

## Память

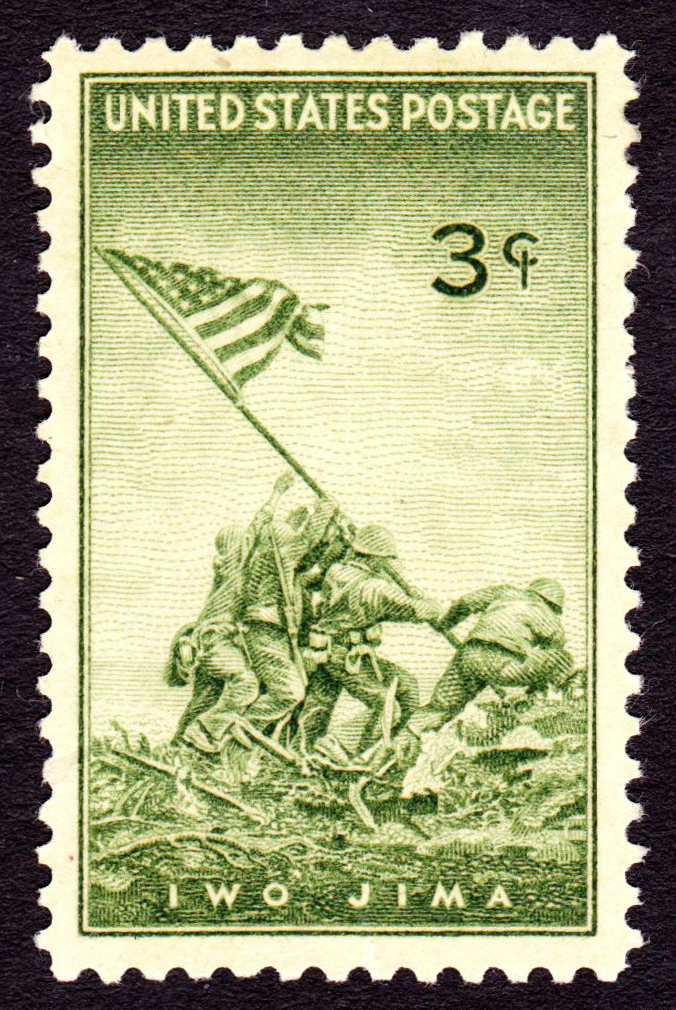
Американская почтовая марка 1945 года, иллюстрирующая поднятие флага на Иводзиме

- Фотография Джо Розенталя послужила прототипом для скульптурной композиции Мемориала морской пехоты, созданной Феликсом де Уэлдоном. Мемориал был открыт на Арлингтонском кладбище 10 ноября 1954 года, в 179-ю годовщину создания морской пехоты США. По мистическому совпадению это был 35-й день рождения Майкла Стренка, родившегося тоже 10 ноября.
- В 2006 году Клинт Иствуд снял фильм «Флаги наших отцов», где М. Стренка сыграл канадский актёр Барри Пеппер. В основу фильма легла одноимённая книга в соавторстве Джеймса Брэдли (сына Джона Брэдли) и Рона Пауэрса[11].
- В штате Пенсильвания, в пригороде Джонстауна, Франклин Боро, где прошло детство и юность Стренка установлен памятный знак в его честь[12]. Также в штате Пенсильвания его именем назван мост через реку Литтл Конемо[13].
- 16 февраля 2015, к 70-летию со дня события, в городе Ужгород возле школы № 4 была установлена мини-скульптура Майкла Стренка (скульптор М. Колодко).
- В мае 2007 посол США в Словакии Рудольф Валли (Rudolphe Vallee) посетил Ярабину, где принял участие в памятных мероприятиях, посвящённых Майклу Стренку и другим уроженцам деревни, сражавшимся против фашизма[9].

## Награды
- Бронзовая звезда (США) с литерой V за доблесть.
- Пурпурное сердце (посмертно) — вручается всем погибшим или получившим ранения в результате действий противника.
- Лента участника боевых действий — награда, вручаемая отличившимся военнослужащим ВМС США.
- Медаль защитнику Америки — памятная медаль, вручалась военнослужащим мобилизованным в период с начала военного конфликта в Европе и до вступления США во Вторую мировую войну.
- Медаль американских кампаний — за участие в боевых действиях во время Второй мировой войны.
- Медаль Тихоокеанско-азиатской кампании с четырьмя бронзовыми звёздами (Майкл Стренк был награждён этой медалью 5 раз).
- Президентская благодарность военному подразделению с серебряной звездой (награждён 6 раз).
- Медаль Победы во Второй мировой войне (США).